# Distretto di Kemer (Adalia)
Il distretto di Kemer (in turco Kemer ilçesi) è uno dei distretti della provincia di Adalia, in Turchia.